# Росен Желязков
Росен Димитров Желязков е български юрист и политик, настоящ министър-председател на Република България от януари 2025 г.  Преди това е заемал постовете на министър на транспорта, информационните технологии и съобщенията в третото правителство на Бойко Борисов в периода септември 2018 г. - май 2021 г., заместник-председател на XLVIII народно събрание в периода октомври 2022 г. - февруари 2023 г.  и председател на XLIX народно събрание в периода април 2023 г. - юни 2024 г. 

## Биография
Роден е на 5 април 1968 г. в град София. Завършва магистратура по право в Софийския университет.

### Кариера
През 1994 г. започва работа като юрисконсулт в район „Средец“ на Столична община, където последователно е старши юрисконсулт, секретар и кметски наместник.
От 1995 г. е адвокат по гражданско и търговско право.
Между 1998 и 1999 г. е заместник-кмет по „Законност и контрол“ на район „Лозенец“, Столична община.
В периода 2003 – 2009 г. е секретар на Столична община.
Между 2009 и 2013 г. е главен секретар на Министерския съвет.
От 2011 до 2013 г. е председател на Управителния съвет на Института по публична администрация и представител на Република България в Европейския институт по публична администрация (ЕИПА) в Маастрихт, Кралство Нидерландия.
От 2014 до 2016 г. съветник на министър-председателя по въпросите на държавната администрация и електронното управление.
Ръководи и участва в процесите на изработването на редица концептуални и стратегически документи и програми в областите на електронното управление, местното самоуправление и местната администрация, публично-частното партньорство. Представлява българската страна в годишните срещи по инициативата за партньорство за открито управление (2011 и 2015 г.). Координира българския принос по инициативите, свързани с европейските политики по изпълнението на Европейската програма за Глобален мониторинг на околна среда и сигурност.
Участва в стратегическото планиране и разработването на политиките в областта на държавната администрация и електронното управление.
От 30 септември 2016 г. с Решение на Министерския съвет е определен за председател на Държавна агенция „Електронно управление“.
С Решение на Министерски съвет от 20 декември 2017 г. е определен за председател на Комисия за регулиране на съобщенията, като решението влезе в сила на 15 януари 2018 г.
Избран от Народното събрание за министър на транспорта, информационните технологии и съобщенията на 20 септември 2018 година с мандат до април 2021 г.
На 19 април 2023 г. е избран за председател на XLIX народно събрание. Избран е със 136 гласа за (ГЕРБ-СДС, ПП-ДБ и ИТН) срещу 0 гласа против и 94 гласа въздържали се („Възраждане“, ДПС и БСП). Първоначално идеята е, да председателства парламента 3 месеца и да извърши ротация с Никола Минчев – на 19 юли. Впоследствие ръководствата на ПП-ДБ и ГЕРБ-СДС взимат решения ротацията да се осъществи, когато стане ротацията на Н.Денков с М.Габриел, т.е. след девет месеца
В началото на 2025 година след усилени преговори, той е номиниран за министър-председател на редовен кабинет с широка коалиция. По-късно, той поема първия проучвателен мандат и го връща изпълнен с имена на ресорни министри. На 16 януари 2025 г. със 125 гласа „за“, проектокабинетът „Желязков“ е гласуван в Народното събрание, а Росен Желязков е избран за Министър-председател на България с гласовете на ГЕРБ-СДС, ИТН, БСП-ОЛ (Обединена левица) и ДПС-ДПС (АПС).